# 조명화
조명화 (1945년 9월 21일 ~ 2016년)는 대한민국 영화감독이다.

## 주요 작품

### 감독/각본
- 2000년 《깡패법칙》
- 2000년 《사슬》
- 1997년 《테러리스트 2》
- 1995년 《애마부인 11》
- 1994년 《적도 정사》
- 1993년 《불꽃 슛 덩키》
- 1993년 《유혹 그리고 본능》
- 1993년 《슈퍼 특공대 101호》
- 1992년 《탄드라 부인》
- 1992년 《특명 미녀 군단》
- 1991년 《변신전사 트랜스 토디》
- 1990년 《삼토스와 댕기똘이》
- 1989년 《슈퍼 홍길동 3》
- 1989년 《바이오맨》
- 1988년 《공초도사와 슈퍼 홍길동 2》
- 1988년 《그대 원하면》
- 1988년 《뉴머신 우뢰매 5》
- 1988년 《슈퍼 홍길동》
- 1987년 《우뢰매 4탄 썬더V 출동》
- 1987년 《가슴으로 타는 밤》
- 1987년 《달래내 보슬이》
- 1986년 《물목》
- 1986년 《물레방아》
- 1986년 《여자는 한번 승부한다》
- 1985년 《뼈와 살이 타는 밤》
- 1985년 《불의 회상》
- 1984년 《스무해 첫째날》
- 1983년 《다른 시간 다른 장소》
- 1982년 《소림사 왕서방》

### 기획
- 1983년 《겨울 여자 2》
- 1983년 《안개 마을》
- 1982년 《오염된 자식들》